# Moumina Houssein Darar
Moumina Houssein Darar, född i juni 1990 i Djibouti, är en polis vid Djiboutian National Police Force. 
Hon arbetar med att utreda terrorbrott och har bidragit till att flera medlemmar av terrorrörelsen Al-Shabaab har arresterats och dömts för sin brott. Hon medverkade till att förhindra ett antal terrorattentat som följde efter terrorattentatet mot restaurangen Le Chaumiere i Djibouti City år 2014. 
I en mansdominerad polisstyrka har hon väckt reaktioner som inneburit hot och trakasserier, men trots detta har hon fortsatt sitt arbete som utredare och även arbetat under täckmantel. 
År 2019 tilldelades Moumina Houssein Darar International Women of Courage Award.